# Jan Pješčak
Jan Pješčak (ur. 10 lutego 1925 w Wielkim Lipniku, zm. 16 maja 2015 w Pradze) – czechosłowacki dziennikarz, wojskowy i polityk komunistyczny.

## Życiorys
Urodził się w ukraińskiej rodzinie chłopskiej. W 1943 wstąpił do KPCz i związał się z ruchem oporu, za co w 1944 został aresztowany. Od 1945 pracował w rusińskich tygodnikach "Prjaševščyna" i "Nove žyttja" w Preszowie, w lutym 1948 został redaktorem ukraińskiej audycji radiowej w Bratysławie, 1949-1950 był osobistym sekretarzem rządowego pełnomocnika ds. przemysłu i handlu Słowacji. Od 1950 służył w czechosłowackiej armii, ukończył oficerski kurs prawa i od 1953 pracował w prokuraturze wojskowej, dosłużył się rangi głównego prokuratora wojskowego Pragi, w 1960 obronił pracę dyplomową i został asystentem katedry na Wydziale Prawa Uniwersytetu Karola w Pradze. W latach 1964–1966 był doradcą Wydziału Gospodarczo-Administracyjnego KC KPCz, potem dyrektorem Instytutu Kryminalistyki i kierownikiem katedry na Wydziale Prawa Uniwersytetu Karola w Pradze, otrzymał stopień adiunkta, pracował w Czechosłowackiej Akademii Nauk. Od 22 września 1969 do 28 stycznia 1971 był zastępcą federalnego ministra spraw wewnętrznych Czechosłowackiej Republiki Socjalistycznej ds. zarządzania organami administracyjnymi i służbowymi, a od 28 stycznia 1971 do 30 listopada 1982 zastępcą federalnego ministra spraw wewnętrznych Czechosłowackiej Republiki Socjalistycznej, jednocześnie 1974-1975 szefem Wyższej Szkoły KNB, później od 1 grudnia 1982 do maja 1986 ministrem sprawiedliwości, a od maja 1986 do 8 grudnia 1989 prokuratorem generalnym. W 1971 otrzymał stopień generała majora. Był odznaczony czechosłowackimi medalami i radzieckim Orderem Czerwonego Sztandaru.